# Cicileus
Genre
Cicileus est un genre de scorpions de la famille des Buthidae.

## Distribution
Les espèces de ce genre se rencontrent en Algérie, en Libye et au Niger.

## Liste des espèces
Selon The Scorpion Files (12/10/2020) :
- Cicileus cloudsleythompsoni Lourenço, 1999
- Cicileus exilis (Pallary, 1928)
- Cicileus hoggarensis Lourenço & Rossi, 2015
- Cicileus latellai Lourenço & Rossi, 2015
- Cicileus montanus Lourenço & Rossi, 2015

## Publication originale
- Vachon, 1948 : « Études sur les Scorpions III (suite). Description des Scorpions du Nord de l’Afrique. » Archives de l’Institut Pasteur d’Algérie, vol. 26, no 2, p. 162–208.